# Matthew Szulik
Matthew J. Szulik – Chairman, Oficinista Ejecutivo en Jefe y Presidente de Red Hat, fue líder de otras empresas de tecnología, tales como Interleaf y MapInfo por más de 20 años.
Szulik es un apasionado en mejorar las oportunidades educativas para los estudiantes por todo el mundo a través del código abierto, y él es el portavoz a la industria, al gobierno, y a los líderes de la educación sobre el código abierto.
Szulik es el presidente del Science and Technology Board for State of North Carolina's Economic Development Board. En su pasado fue presidente y director ejecutivo de la North Carolina Electronics and Information Technologies Association.
Szulik fue recientemente reconocido por la revista CIO Magazine con el premio 20/20 Vision. 
( Archivado el 11 de marzo de 2007 en Wayback Machine.,  Archivado el 11 de marzo de 2007 en Wayback Machine.)
Szulik se graduó en el Saint Anselm College en Nuevo Hampshire.